# Castillon (Alpes-Maritimes)
Castillon település Franciaországban, Alpes-Maritimes megyében. Lakosainak száma 422 fő (2022. január 1.). Castillon Castellar, Menton, Peille, Sainte-Agnès és Sospel községekkel határos.

## Népesség
A település népességének változása:
| Lakosok száma | 97   | 79   | 187  | 327  | 381  | 378  | 367  | 400  | 417  | 422  |
|               | 1968 | 1982 | 1990 | 2006 | 2013 | 2015 | 2017 | 2019 | 2020 | 2022 |